# Georg III. von Waldburg

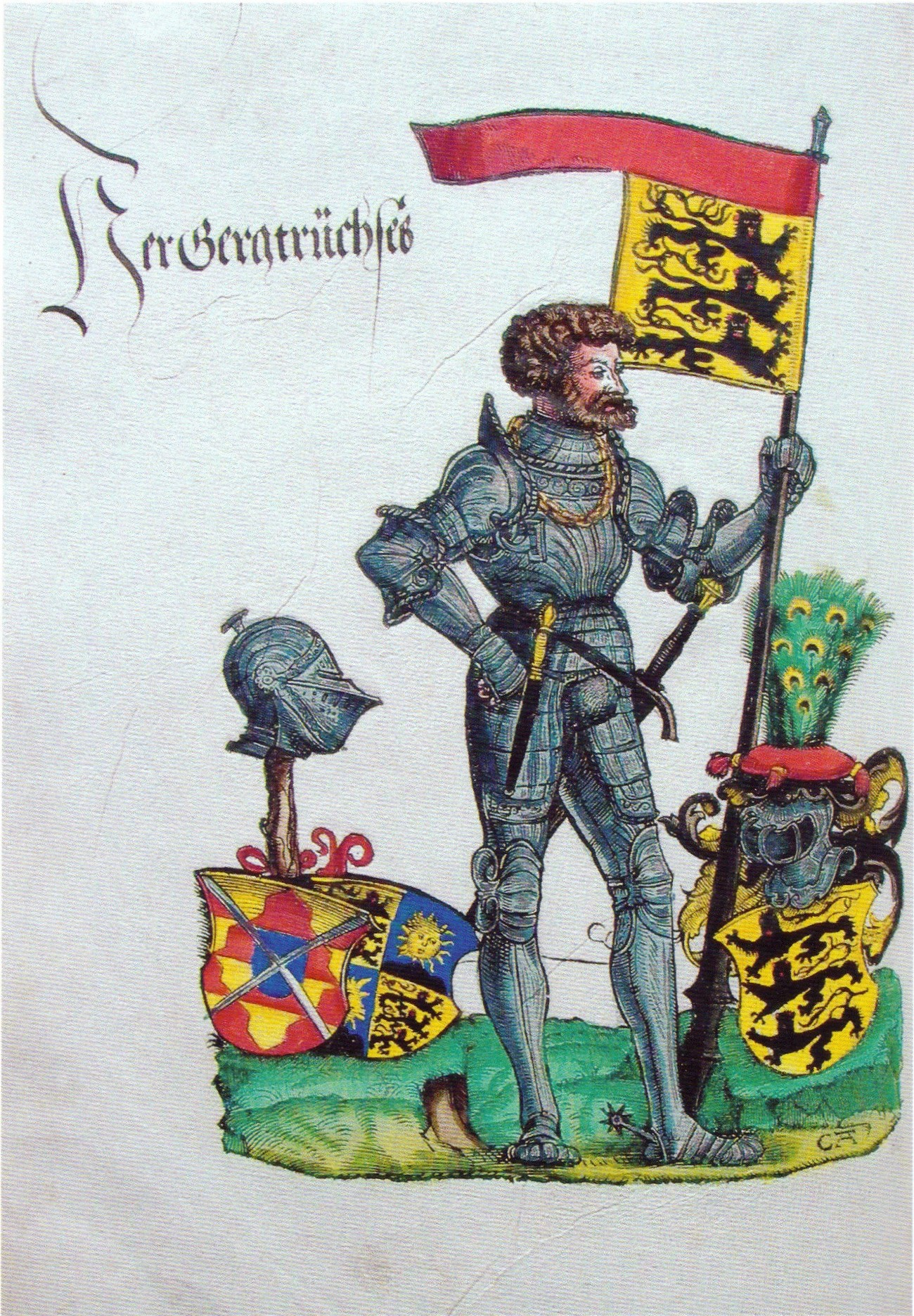
Kolorierter Holzschnitt von Hans Burgkmair d. Ä.

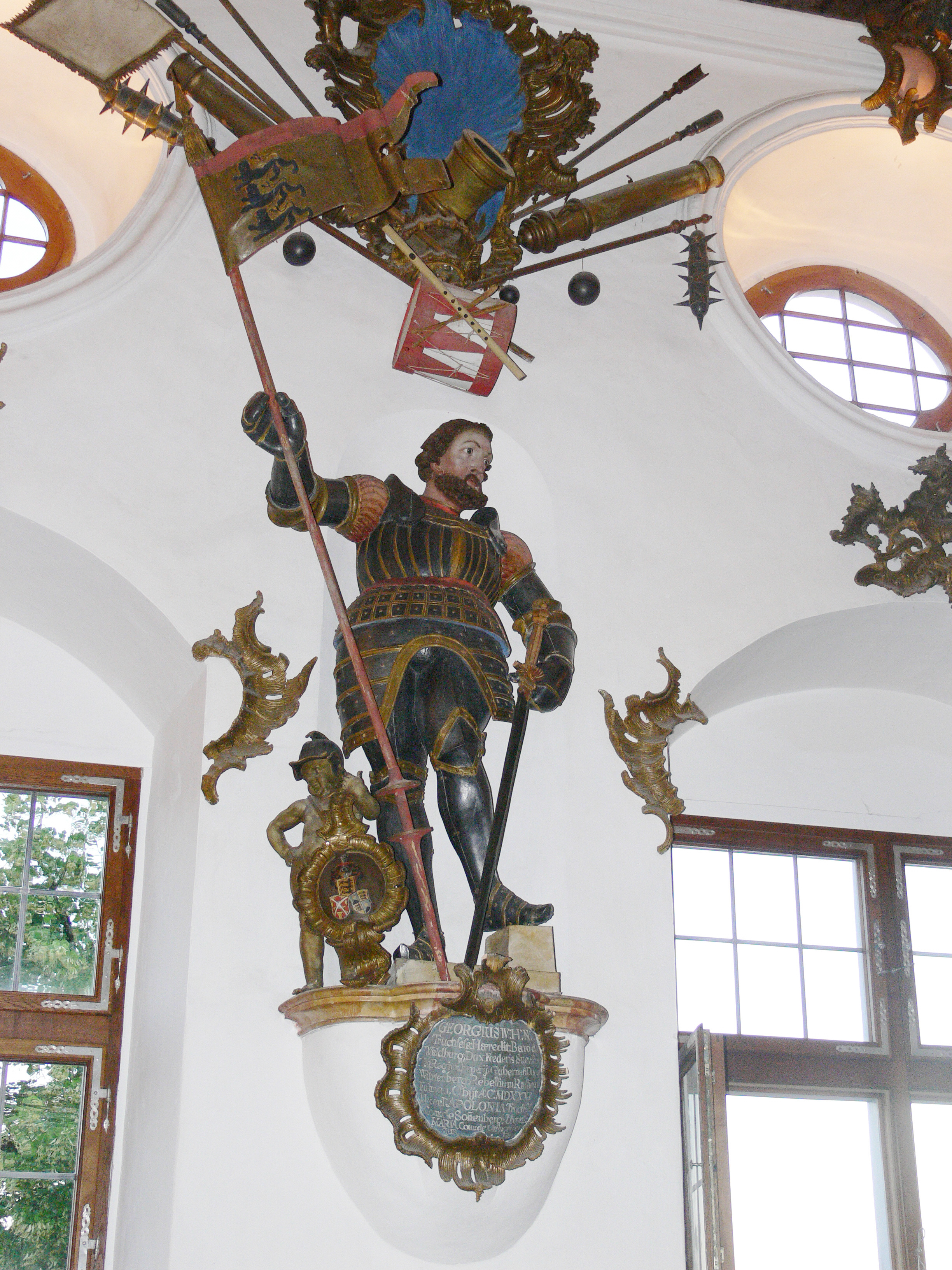
Statue Georgs im Rittersaal von Schloss Wolfegg

Georg III. Truchseß von Waldburg (* 25. Januar 1488 in Waldsee; † 29. Mai 1531 in Stuttgart) war ein auch als Bauernjörg bekannter deutscher Heerführer und der bekannteste Vertreter des Hauses Waldburg im 16. Jahrhundert, das im Heiligen Römischen Reich ab 1525 das Erbtruchsessenamt innehatte und es als Bestandteil ihres Namens führte.

## Leben
Georg war der Sohn von Johann II. von Waldburg zu Zeil und Wolfegg († 19. Oktober 1511) und Helena von Hohenzollern. Seine Ausbildung erhielt er am Hofe seines Onkels, des Bischofs von Würzburg.
Schon 1504 nahm Georg als Kämpfer am bayerischen Erbfolgekrieg teil. Im Jahre 1508 diente er Herzog Ulrich von Württemberg und half ihm bei der Niederschlagung des Armen Konrad. 1509 heiratete er Apollonia, Tochter des Grafen Johannes von Sonnenberg. Apollonia verstarb im Jahre 1512. Danach ehelichte er 1513 Maria, die Tochter des Grafen Joachim von Oettingen. Im Zuge der Mordaffäre Ulrichs von Württembergs an Hans von Hutten wird er von Herzog Wilhelm dem Standhaften von Bayern abgeworben. 1516 kämpfte er für Bayern an der Seite Kaiser Maximilians in Oberitalien gegen Frankreich und die lombardischen Städte. 1517 begleitete er den Herzog Wilhelm IV. zum Kaiser in die Niederlande. Von dort aus unternahm er auf dem Seeweg eine Wallfahrt nach Santiago de Compostela.
In den Folgejahren führte er vor allem Aufträge für den Schwäbischen Bund aus. 1519 vertrieb er in dessen Auftrag seinen ehemaligen Dienstherrn Herzog Ulrich aus Württemberg.
1525 übernahm er die Statthalterschaft im Herzogtum Württemberg, die sein Vetter Wilhelm seit 1521 dauerhaft innegehabt hatte, jedoch aufgrund eines Schlaganfalles hatte abgeben müssen. Georg und Wilhelm wurden beide von Kaiser Karl V. am 27. Juli 1526 in Toledo zum Reichserbtruchsess ernannt.

## Bauernjörg
Als Bauernjörg wurde Georg vor allem durch seine Rolle im Bauernkrieg berühmt und wegen seines grausamen und erbarmungslosen Durchgreifens gegen die aufständischen Bauern gefürchtet.
Als im Jahre 1524 in Deutschland der Bauernkrieg begann, war der Großteil der kaiserlichen Truppen in den italienischen Kriegen gebunden. Nur unter großen Anstrengungen gelang es Georg von Waldburg, 4.000 Landsknechte zu rekrutieren und diese, entgegen ihren Überzeugungen und unter zahlreichen Desertionen, gegen die Bauern zu führen. Solange er keine Chance auf einen militärischen Sieg sah, schloss er Verträge mit den Bauern (z. B. Vertrag von Weingarten), die ihnen zwar leichte Verbesserungen brachten, an ihrer grundlegenden Situation aber nichts änderten und die Stellung der Herrschenden festigten.
Erst als nach dem Sieg in der Schlacht bei Pavia massenweise arbeitslose Kriegsveteranen nach Süddeutschland zurückkehrten, strömten genügend Landsknechte Waldburgs Werbern zu. Unter seiner Führung wurde nun ein Bauernhaufen nach dem anderen zerschlagen. Georg Truchsess führte einen gnadenlosen Feldzug, dem mehr als 20.000 Menschen zum Opfer gefallen sind. Den versprengten Bauern zog er hinterher, überfiel sie in ihren Dörfern, ließ sie foltern, verstümmeln und hinrichten. Unter den auf seine Weisung hingerichteten Rädelsführern befand sich der im Mai 1525 bei lebendigem Leib verbrannte Jäcklein Rohrbach. Er hat damit wesentlich zur Niederlage der Bauern und ihrer Führer wie Anton Eisenhut, Florian Geyer und Wendel Hipler beigetragen.
Der Truchseß von Waldburg-Zeil ist eine der Hauptfiguren in Wilhelm Hauffs Roman Lichtenstein.
Sein Grabmal befindet sich in der Stiftskirche St. Peter (Bad Waldsee).

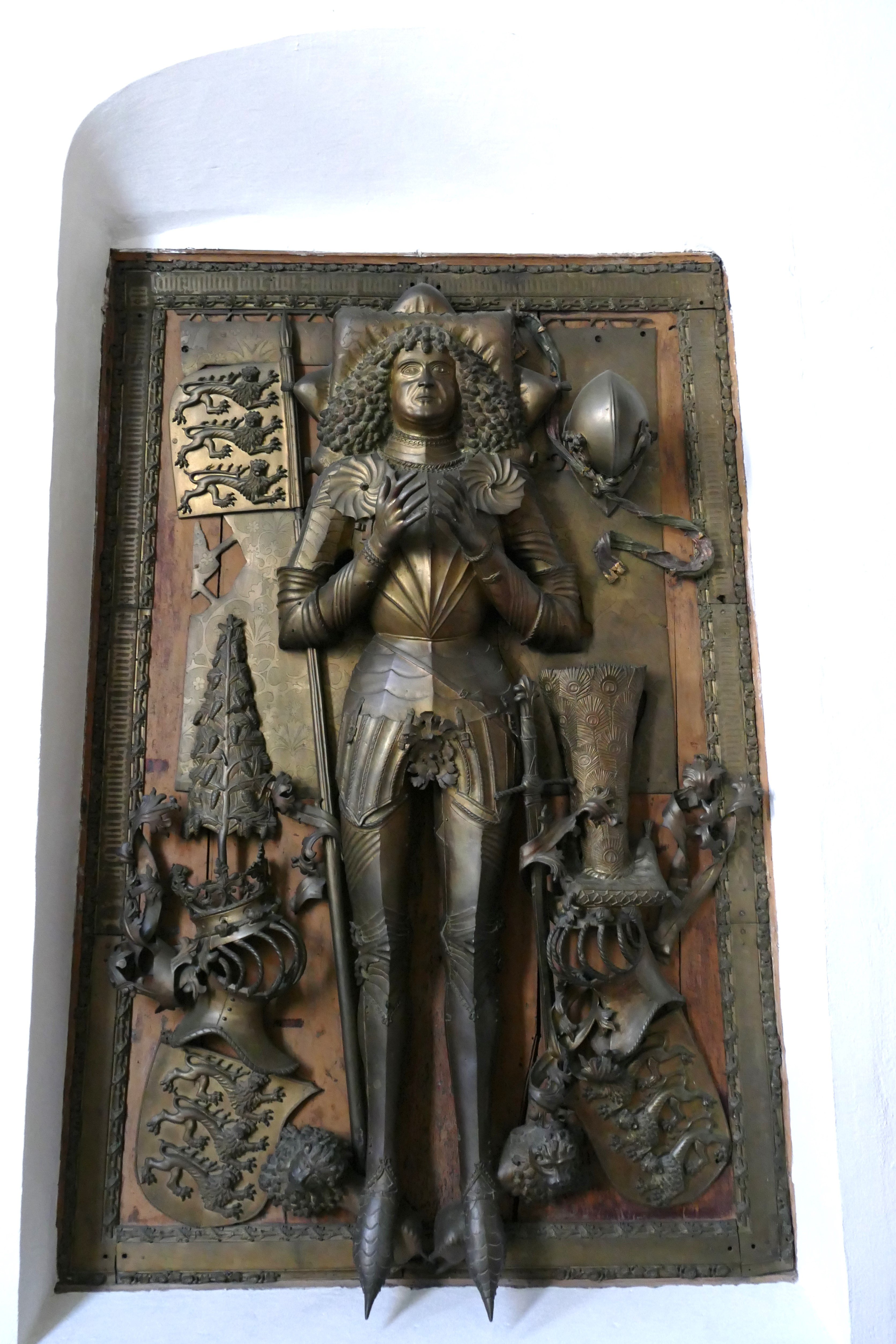
Grabmal von Georg I., Truchseß von Waldburg (vergoldetes Bronzeepitaph)